# Пазиняки
Пазиняки (укр. Пазиняки) — село в Яворовской городской общине Яворовского района Львовской области Украины.
Население по переписи 2001 года составляло 158 человек. Занимает площадь 0,266 км². Почтовый индекс — 81017. Телефонный код — 3259.